# Blaasapparaat

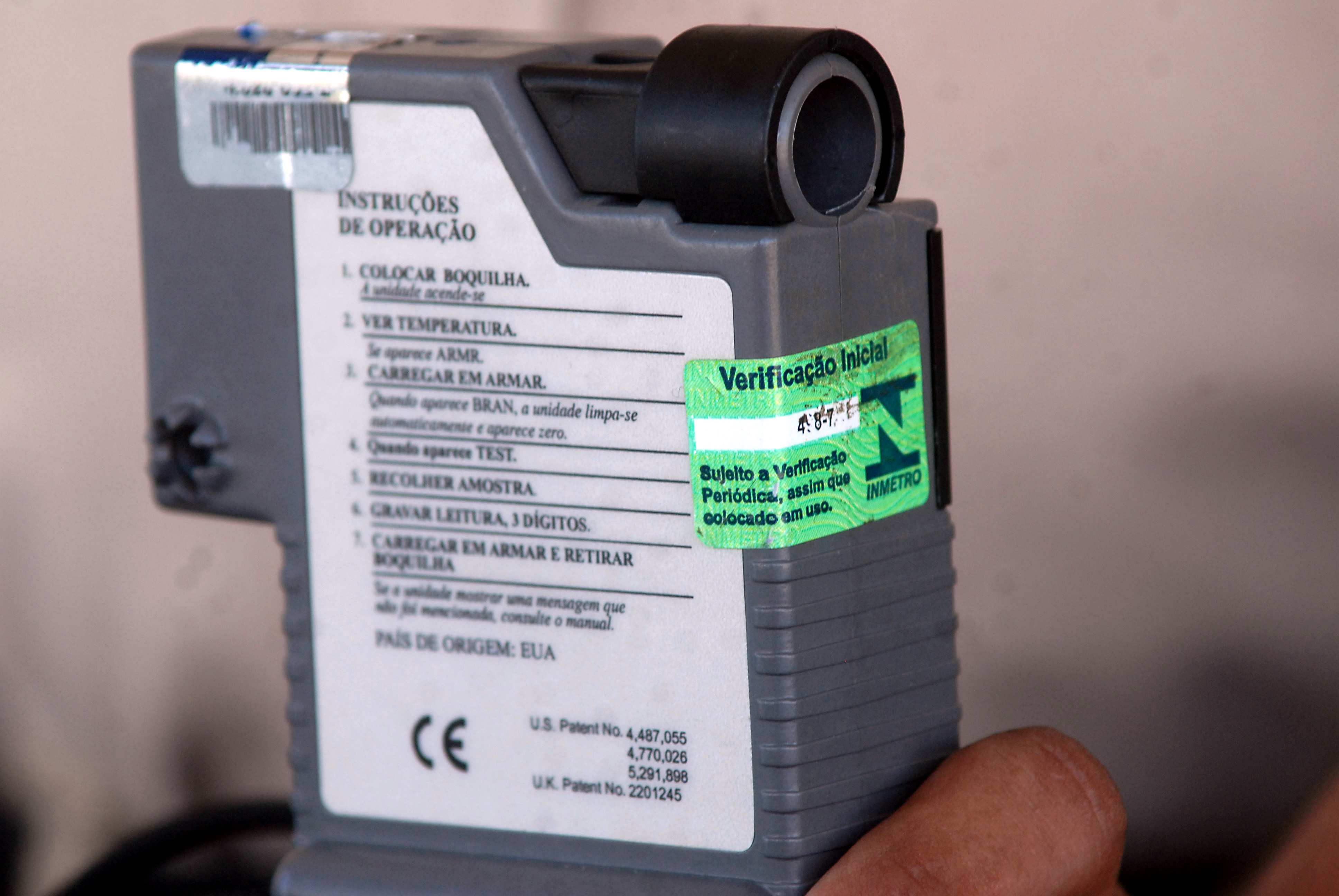
Een officieel blaasapparaat zoals gebruikt door de politie

Een blaasapparaat is een hulpmiddel waarmee de concentratie alcohol in iemands bloed kan worden gemeten aan de hand van de adem. In het Engels worden deze apparaten aangeduid als breathalyzer, hoewel dit eigenlijk een merknaam is voor de blaasapparaten gemaakt door Smith and Wesson, en later National Draeger.
Een blaasapparaat wordt vooral gebruikt door de politie bij alcoholcontroles in het verkeer. Er bestaan draagbare en grotere, geavanceerdere versies van. Verder zijn er veel modellen voor persoonlijk gebruik op de markt. 

## Geschiedenis
Onderzoek naar de mogelijkheid om het analyseren van iemands adem te gebruiken als methode om de alcoholconcentratie in het bloed van die persoon te bepalen, dateert terug tot 1874.
In 1927 publiceerde Emil Bogen een paper over zijn onderzoek naar het meten van concentraties alcohol in lucht. Datzelfde jaar maakte W.D. McNalley, een scheikundige uit Chicago, het eerste blaasapparaat voor het meten van alcohol in adem. Dit apparaat berustte op een systeem waarbij de uitgeademde lucht door een reeks chemicaliën in water zou lopen, welke van kleur zouden veranderen bij de aanwezigheid van alcohol. Hij wilde zijn machine onder andere beschikbaar stellen aan huisvrouwen om te controleren of hun man had gedronken.
Het eerste blaasapparaat dat door de politie mee kon worden genomen voor gebruik bij controles langs de weg, was de zogenaamde drunkometer. Dit apparaat was in 1938 ontwikkeld door Professor Rolla H. Harger. De drunkometer ving de uitgeademde lucht op in een ballon in het apparaat, waarna deze lucht door een oplossing van zuur kaliumpermanganaat werd gepompt. De kleur van deze oplossing veranderde bij aanwezigheid van alcohol.
In 1954 ontwierp Dr. Robert Borkenstein, een professor aan de Indiana University en voormalig politieagent, een blaasapparaat dat op basis van chemische oxidatie en fotometrie de alcoholconcentratie in adem kon bepalen. Moderne blaasapparaten gebruiken vooral infraroodspectroscopie of elektrochemische brandstofceltechnologie.

## Scheikundige achtergrond
Wanneer iemand uitademt in een blaasapparaat, wordt de in de lucht aanwezige ethanol aan de anode geoxideerd tot azijnzuur:
{\displaystyle \mathrm {C_{2}H_{5}OH\ +\ H_{2}O\ \longrightarrow \ CH_{3}COOH\ +\ 4\ H^{+}\ +\ 4\ e^{-}} }
Aan de kathode ondergaat atmosferische zuurstof een reductie tot water:
{\displaystyle \mathrm {O_{2}\ +\ 4\ H^{+}\ +\ 4\ e^{-}\ \longrightarrow \ 2\ H_{2}O} }
De combinatie van deze twee processen levert de oxidatie van ethanol tot azijnzuur:
{\displaystyle \mathrm {C_{2}H_{5}OH\ +\ O_{2}\ \longrightarrow \ CH_{3}COOH\ +\ H_{2}O} }
De elektrische stroom die door deze reactie ontstaat wordt gemeten door een microprocessor, en vertaald naar de geschatte alcoholconcentratie in het bloed.

## Foutieve metingen
Blaasapparaten kunnen erg gevoelig zijn voor temperatuur, en zodoende een foute waarde aangeven. Ook de manier van uitademen kan de uitslag beïnvloeden.
Wanneer iemand net gedronken, een bonbon gevuld met likeur heeft gegeten of alcoholhoudend mondwater gebruikt heeft is er een kans dat het apparaat door mondalcohol een vals-positief resultaat geeft. 
Veel van de commercieel beschikbare blaasapparaten gebruiken een siliconeoxide sensor, die veel gevoeliger is voor vervuiling en invloeden van andere stoffen dan alcohol in de lucht.
Er bestaan tal van broodjeaapverhalen over hoe een blaasapparaat te misleiden zou zijn. Het programma MythBusters besteedde hier onder andere aandacht aan. Overigens is het niet meewerken aan een blaastest, dus ook het opzettelijk saboteren hiervan, een misdrijf. 